# Liste des monuments aux morts dans le Nord
Pour un article plus général, voir Liste des œuvres d'art du Nord.
Cet article vise à recenser les monuments aux morts dans le Nord, en France.

## Liste
Les monuments sont classés par ordre alphabétique de communes, ou anciennes communes. Si une commune possède plusieurs monuments, ils sont classés par ordre chronologique des conflits commémorés.
| Œuvre                                                                            | Auteur                                     | Commune                   | Localisation                                                                                  | Notes | Installation | Coordonnées                      | Illustration |
| -------------------------------------------------------------------------------- | ------------------------------------------ | ------------------------- | --------------------------------------------------------------------------------------------- | --- | ------------ | -------------------------------- | --- |
| Monument aux morts                                                               | Paul Simon                                 | Abancourt                 | À côté de l'église Saint-Martin, au bord de la RD 140                                         | | À déterminer | à géolocaliser                   | Monument aux morts |
| Monument aux morts                                                               | À déterminer                               | Abancourt                 | Dans le cimetière                                                                             | | À déterminer | à géolocaliser                   | Image manquante |
| La Résistance (monument aux morts)                                               | Copie d'après Charles-Henri Pourquet       | Abscon                    | Sur la place du général de Gaulle                                                             | | 1922         | à géolocaliser                   | Image manquante |
| Ange de la Reconnaissance couronnant un soldat (monument aux morts de 1914-1918) | Copie d'après Charles Desvergnes           | Abscon                    | Dans l'église                                                                                 | | À déterminer | à géolocaliser                   | Image manquante |
| Monument aux morts                                                               | À déterminer                               | Aibes                     | À déterminer                                                                                  | | À déterminer | à géolocaliser                   | Monument aux morts |
| Monument aux morts                                                               | À déterminer                               | Aix-en-Pévèle             | À déterminer                                                                                  | | À déterminer | à géolocaliser                   | Image manquante |
| Monument aux morts de 1914-1918                                                  | À déterminer                               | Allennes-les-Marais       | Dans l'église Saint-Nicolas                                                                   | | À déterminer | à géolocaliser                   | Image manquante |
| Monument aux morts                                                               | À déterminer                               | Allennes-les-Marais       | Dans le cimetière                                                                             | | À déterminer | à géolocaliser                   | Monument aux morts |
| Poilu au repos (monument aux morts d'Amfroipret et Bermeries)                    | Copie d'après Étienne Camus                | Amfroipret                | À déterminer                                                                                  | | 1921         | à géolocaliser                   | Poilu au repos (monument aux morts d'Amfroipret et Bermeries) |
| Monument aux morts                                                               | À déterminer                               | Anhiers                   | À déterminer                                                                                  | | À déterminer | à géolocaliser                   | Monument aux morts |
| Monument aux morts de 1870-1871                                                  | À déterminer                               | Aniche                    | Dans le cimetière du Sud                                                                      | Érigé[Quand ?] à côté de l'église Saint-Martin.                                                                  | À déterminer | à géolocaliser                   | Monument aux morts de 1870-1871 |
| Monument aux morts de 1914-1918                                                  | Michel Sajous                              | Aniche                    | Sur la place Berrioz                                                                          | | 1924         | à géolocaliser                   | Monument aux morts de 1914-1918 |
| Monument aux morts de 1939-1945 (d)                                              | À déterminer                               | Aniche                    | Dans le cimetière du Sud                                                                      | | À déterminer | à géolocaliser                   | Monument aux morts de 1939-1945 (d) |
| Monument aux morts                                                               | Copie d'après Jules Pollacchi              | Anneux                    | À déterminer                                                                                  | | À déterminer | à géolocaliser                   | Monument aux morts |
| Monument aux morts                                                               | Maurice Ringot                             | Annœullin                 | À l'entrée du cimetière                                                                       | | À déterminer | à géolocaliser                   | Monument aux morts |
| Monument aux morts allemands                                                     | À déterminer                               | Annœullin                 | Dans le cimetière militaire allemand                                                          | | À déterminer | à géolocaliser                   | Monument aux morts allemands |
| Monument aux morts                                                               | À déterminer                               | Anor                      | À déterminer                                                                                  | | À déterminer | à géolocaliser                   | Monument aux morts |
| Monument aux morts                                                               | À déterminer                               | Anstaing                  | Dans le cimetière                                                                             | | À déterminer | à géolocaliser                   | Monument aux morts |
| Monument aux morts                                                               | À déterminer                               | Arleux                    | À déterminer                                                                                  | | À déterminer | à géolocaliser                   | Monument aux morts |
| Monument aux morts                                                               | À déterminer                               | Armentières               | Dans le cimetière                                                                             | | À déterminer | 50° 41′ 44″ nord, 2° 53′ 44″ est | Monument aux morts d'Armentières |
| Monument aux morts                                                               | Edgar Boutry                               | Armentières               | Sur la place du Général de Gaulle                                                             | L'aigle gisant terrassé à l'avant du monument est en grande partie détruit par les autorités allemandes en 1940. | 1925         | 50° 41′ 14″ nord, 2° 52′ 54″ est | Monument aux morts d'Armentières |
| Monument aux morts                                                               | À déterminer                               | Artres                    | À déterminer                                                                                  | | À déterminer | à géolocaliser                   | Monument aux morts |
| Poilu au repos (monument aux morts)                                              | Copie d'après Étienne Camus                | Attiches                  | Rue Jean Baptiste Collette, près de la mairie                                                 | | 1922         | 50° 31′ 21″ nord, 3° 03′ 30″ est | Monument aux morts d'Attiches |
| Monument aux morts                                                               | Alexandre Descatoire                       | Aubers                    | Sur la place de l'Église                                                                      | | 1925         | à géolocaliser                   | Monument aux morts |
| Monument aux morts                                                               | À déterminer                               | Aubers                    | Dans l'église Saint-Vaast                                                                     | Plaques. | À déterminer | à géolocaliser                   | Image manquante |
| Monument aux morts                                                               | À déterminer                               | Aubigny-au-Bac            | À déterminer                                                                                  | | À déterminer | à géolocaliser                   | Monument aux morts |
| Monument aux morts                                                               | À déterminer                               | Auchy-lez-Orchies         | Sur le parvis de l'église Sainte-Berthe                                                       | | À déterminer | à géolocaliser                   | Monument aux morts |
| Monument aux morts                                                               | À déterminer                               | Avelin                    | Sur la place Guillaume des Rotours                                                            | | À déterminer | à géolocaliser                   | Monument aux morts |
| Monument aux morts                                                               | À déterminer                               | Avelin                    | Dans le cimetière                                                                             | | À déterminer | à géolocaliser                   | Monument aux morts |
| Monument aux morts d'Ennetières                                                  | À déterminer                               | Avelin                    | À déterminer                                                                                  | | À déterminer | à géolocaliser                   | Monument aux morts d'Ennetières |
| Monument aux morts de 1870-1871                                                  | À déterminer                               | Avesnes-le-Sec            | À côté de l'église Saint-Aubert                                                               | | À déterminer | à géolocaliser                   | Monument aux morts de 1870-1871 |
| Monument aux morts                                                               | À déterminer                               | Avesnes-le-Sec            | À déterminer                                                                                  | | À déterminer | à géolocaliser                   | Monument aux morts |
| Monument aux morts                                                               | À déterminer                               | Avesnes-les-Aubert        | À déterminer                                                                                  | | À déterminer | à géolocaliser                   | Monument aux morts |
| Monument aux morts de 1870-1871                                                  | À déterminer                               | Avesnes-sur-Helpe         | Dans le cimetière                                                                             | | À déterminer | à géolocaliser                   | Image manquante |
| Monument aux morts                                                               | À déterminer                               | Avesnes-sur-Helpe         | À déterminer                                                                                  | | À déterminer | à géolocaliser                   | Monument aux morts |
| Monument aux morts                                                               | À déterminer                               | Awoingt                   | À déterminer                                                                                  | | À déterminer | à géolocaliser                   | Monument aux morts |
| Monument aux morts                                                               | À déterminer                               | Aymeries                  | À déterminer                                                                                  | | À déterminer | à géolocaliser                   | Monument aux morts |
| Monument aux morts                                                               | Prosper Lecourtier                         | Bachant                   | À déterminer                                                                                  | | À déterminer | à géolocaliser                   | Monument aux morts |
| Pietà (monument aux morts)                                                       | À déterminer                               | Bachant                   | Dans l'église Saint-Géry                                                                      | Représente une Pietà.                                                                                            | À déterminer | à géolocaliser                   | Pietà (monument aux morts) |
| Monument aux morts                                                               | À déterminer                               | Bachy                     | À déterminer                                                                                  | | À déterminer | à géolocaliser                   | Monument aux morts |
| Buste de poilu (monument aux morts)                                              | Copie d'après Eugène Bénet                 | Baisieux                  | À déterminer                                                                                  | | À déterminer | à géolocaliser                   | Buste de poilu (monument aux morts) |
| Poilu baïonnette au canon (d) (monument aux morts)                               | Copie d'après Étienne Camus                | Bantigny                  | À côté de l'église                                                                            | | À déterminer | à géolocaliser                   | Poilu baïonnette au canon (d) (monument aux morts) |
| Monument aux morts                                                               | À déterminer                               | Bas-Lieu                  | À déterminer                                                                                  | | À déterminer | à géolocaliser                   | Monument aux morts |
| Monument aux morts                                                               | À déterminer                               | Bauvin                    | Sur le parvis de l'église Saint-Quentin, rue Jean Jaurès                                      | | À déterminer | à géolocaliser                   | Monument aux morts |
| Monument aux morts de 1939-1945                                                  | À déterminer                               | Bauvin                    | À déterminer                                                                                  | | À déterminer | à géolocaliser                   | Monument aux morts de 1939-1945 |
| Monument aux morts                                                               | À déterminer                               | Bavinchove                | Dans le cimetière                                                                             | | À déterminer | à géolocaliser                   | Monument aux morts |
| Monument aux morts                                                               | À déterminer                               | Beaucamps-Ligny           | Rue de l'Église                                                                               | | À déterminer | à géolocaliser                   | Monument aux morts |
| Monument aux morts                                                               | À déterminer                               | Beaudignies               | À côté de l'église Saint-Étienne                                                              | | À déterminer | à géolocaliser                   | Monument aux morts |
| On ne passe pas ! (monument aux morts)                                           | Copie d'après Joseph Carlier               | Beaurepaire-sur-Sambre    | À déterminer                                                                                  | | À déterminer | à géolocaliser                   | On ne passe pas ! (monument aux morts) |
| Monument aux morts                                                               | À déterminer                               | Beaurieux                 | À déterminer                                                                                  | | À déterminer | à géolocaliser                   | Monument aux morts |
| Monument aux morts                                                               | À déterminer                               | Bellaing                  | À déterminer                                                                                  | | À déterminer | à géolocaliser                   | Monument aux morts |
| Monument aux morts                                                               | À déterminer                               | Bellignies                | À déterminer                                                                                  | | À déterminer | à géolocaliser                   | Monument aux morts |
| Monument aux morts                                                               | À déterminer                               | Bérelles                  | Au chevet de l'église Saint-Remi                                                              | | À déterminer | à géolocaliser                   | Monument aux morts |
| Monument aux morts                                                               | Maurice Ringot                             | Bergues                   | Sur la place du Souvenir                                                                      | | 1923         | à géolocaliser                   | Monument aux morts(en) « Monument aux morts à Bergues », sur René et Peter van der Krogt |
| Monument aux morts                                                               | À déterminer                               | Berlaimont                | Dans le square Mai 1940                                                                       | | À déterminer | à géolocaliser                   | Monument aux morts |
| Monument aux morts                                                               | À déterminer                               | Bermerain                 | À déterminer                                                                                  | | À déterminer | à géolocaliser                   | Monument aux morts |
| La Victoire en chantant (monument aux morts)                                     | Copie d'après Charles Édouard Richefeu     | Bersée                    | Intersection de la rue de l'église et de la rue Saint Nicolas, près de l'église Saint-Étienne | | 1922         | à géolocaliser                   | La Victoire en chantant (monument aux morts) |
| Monument aux morts                                                               | À déterminer                               | Bersillies                | À déterminer                                                                                  | | À déterminer | à géolocaliser                   | Monument aux morts |
| Monument aux morts                                                               | À déterminer                               | Berthen                   | À déterminer                                                                                  | | À déterminer | à géolocaliser                   | Monument aux morts |
| Monument aux morts                                                               | À déterminer                               | Bertry                    | À déterminer                                                                                  | | 1921         | à géolocaliser                   | Monument aux morts |
| Poilu mourant (monument aux morts)                                               | Copie d'après Jules Déchin                 | Béthencourt               | Dans le cimetière                                                                             | | À déterminer | à géolocaliser                   | Image manquante |
| Poilu blessé (monument aux morts)                                                | Copie d'après Jules Déchin                 | Béthencourt               | À déterminer                                                                                  | | À déterminer | à géolocaliser                   | Poilu blessé (monument aux morts) |
| Monument aux morts                                                               | À déterminer                               | Bettrechies               | À déterminer                                                                                  | | À déterminer | à géolocaliser                   | Monument aux morts |
| Le Poilu victorieux (monument aux morts)                                         | Copie d'après Eugène Bénet                 | Bévillers                 | À déterminer                                                                                  | | À déterminer | à géolocaliser                   | Le Poilu victorieux (monument aux morts) |
| Le Poilu victorieux (monument aux morts)                                         | Copie d'après Eugène Bénet                 | Blaringhem                | À déterminer                                                                                  | | À déterminer | à géolocaliser                   | Image manquante |
| Monument aux morts                                                               | Maurice Ringot                             | Bois-Grenier              | Sur la place des Trois Maires                                                                 | | À déterminer | à géolocaliser                   | Monument aux morts |
| Monument aux morts                                                               | À déterminer                               | Bollezeele                | À déterminer                                                                                  | | À déterminer | à géolocaliser                   | Monument aux morts |
| Monument aux morts                                                               | Prosper Lecourtier                         | Bouchain                  | À déterminer                                                                                  | | 1922         | à géolocaliser                   | Image manquante |
| Le Poilu victorieux (monument aux morts)                                         | Copie d'après Eugène Bénet                 | Boursies                  | À déterminer                                                                                  | | À déterminer | à géolocaliser                   | Le Poilu victorieux (monument aux morts) |
| Poilu au repos (monument aux morts)                                              | Copie d'après Étienne Camus                | Bry                       | À côté de l'église                                                                            | | 1921         | à géolocaliser                   | Poilu au repos (monument aux morts) |
| Monument aux morts de 1870-1871                                                  | À déterminer                               | Busigny                   | À déterminer                                                                                  | | À déterminer | à géolocaliser                   | Monument aux morts de 1870-1871 |
| Monument aux morts                                                               | À déterminer                               | Caëstre                   | À côté de l'église Saint-Omer                                                                 | | À déterminer | à géolocaliser                   | Monument aux morts |
| Monument aux morts de 1870-1871                                                  | À déterminer                               | Cambrai                   | Sur la place Jean-Moulin, devant le théâtre                                                   | | À déterminer | à géolocaliser                   | Monument aux morts de 1870-1871 |
| Monument aux morts                                                               | À déterminer                               | Camphin-en-Carembault     | À déterminer                                                                                  | | À déterminer | à géolocaliser                   | Monument aux morts |
| Poilu au repos (monument aux morts)                                              | Copie d'après Étienne Camus                | Camphin-en-Pévèle         | À déterminer                                                                                  | | À déterminer | à géolocaliser                   | Poilu au repos (monument aux morts) |
| Monument aux morts                                                               | À déterminer                               | Capinghem                 | Rue de l'Église                                                                               | | À déterminer | à géolocaliser                   | Monument aux morts |
| Monument aux morts                                                               | À déterminer                               | Cappelle-en-Pévèle        | Rue du Général de Gaulle, près de la marie                                                    | | À déterminer | à géolocaliser                   | Monument aux morts |
| Monument aux morts                                                               | À déterminer                               | Carnières                 | À déterminer                                                                                  | | À déterminer | à géolocaliser                   | Monument aux morts |
| Monument aux morts                                                               | À déterminer                               | Carnin                    | Dans le cimetière                                                                             | | À déterminer | à géolocaliser                   | Monument aux morts |
| Monument aux morts                                                               | À déterminer                               | Cassel                    | À déterminer                                                                                  | | À déterminer | à géolocaliser                   | Monument aux morts |
| Le Poilu victorieux (monument aux morts)                                         | Copie d'après Eugène Bénet                 | Cattenières               | À déterminer                                                                                  | | À déterminer | à géolocaliser                   | Le Poilu victorieux (monument aux morts) |
| Monument aux morts                                                               | À déterminer                               | Cerfontaine               | À déterminer                                                                                  | | À déterminer | à géolocaliser                   | Monument aux morts |
| Monument aux agent du désobusage morts le 10 août 1922                           | À déterminer                               | Cerfontaine               | À déterminer                                                                                  | | À déterminer | à géolocaliser                   | Monument aux agent du désobusage morts le 10 août 1922 |
| Monument aux morts                                                               | À déterminer                               | Château-l'Abbaye          | À déterminer                                                                                  | | À déterminer | à géolocaliser                   | Monument aux morts |
| Monument aux morts                                                               | À déterminer                               | Chemy                     | Dans le cimetière                                                                             | | À déterminer | à géolocaliser                   | Monument aux morts |
| Monument aux morts                                                               | À déterminer                               | Chéreng                   | Dans le cimetière, rue du Maréquaix                                                           | | À déterminer | à géolocaliser                   | Monument aux morts |
| Monument aux morts                                                               | À déterminer                               | Clairfayts                | À déterminer                                                                                  | | À déterminer | à géolocaliser                   | Monument aux morts |
| Monument aux morts                                                               | À déterminer                               | Cobrieux                  | Grand-Rue                                                                                     | | À déterminer | à géolocaliser                   | Monument aux morts |
| Monument aux morts                                                               | À déterminer                               | Comines                   | Dans le cimetière                                                                             | | À déterminer | à géolocaliser                   | Monument aux morts |
| Monument aux morts allemands                                                     | À déterminer                               | Comines                   | Dans le cimetière                                                                             | | À déterminer | à géolocaliser                   | Monument aux morts allemands |
| Monument aux morts                                                               | Adolphe Masselot                           | Comines                   | Sur les façades du clochet de l'église Saint-Chrysole                                         | Classé MH (2002).                                                                                                | À déterminer | à géolocaliser                   | Monument aux morts |
| Monument aux morts                                                               | Henri Armbruster                           | Condé-sur-l'Escaut        | Avenue de la Liberté                                                                          | | À déterminer | à géolocaliser                   | Monument aux morts |
| Monument aux morts                                                               | À déterminer                               | Coudekerque-Village       | À côté du cimetière                                                                           | | À déterminer | à géolocaliser                   | Monument aux morts |
| Monument aux morts                                                               | À déterminer                               | Cousolre                  | À côté de l'église Saint-Martin                                                               | | À déterminer | à géolocaliser                   | Monument aux morts |
| Monument aux morts                                                               | À déterminer                               | Cousolre                  | À côté de l'église Saint-Martin                                                               | | À déterminer | à géolocaliser                   | Monument aux morts |
| Monument aux morts                                                               | À déterminer                               | Cousolre                  | Dans le cimetière                                                                             | | À déterminer | à géolocaliser                   | Monument aux morts |
| Monument aux morts                                                               | À déterminer                               | Coutiches                 | À déterminer                                                                                  | | À déterminer | à géolocaliser                   | Monument aux morts |
| Monument aux morts                                                               | À déterminer                               | Crochte                   | À déterminer                                                                                  | | À déterminer | à géolocaliser                   | Monument aux morts |
| Monument aux morts                                                               | À déterminer                               | Croix                     | Dans le cimetière                                                                             | | À déterminer | à géolocaliser                   | Monument aux morts |
| Monument aux morts                                                               | À déterminer                               | Croix-Caluyau             | Dans le cimetière                                                                             | | À déterminer | à géolocaliser                   | Monument aux morts |
| Monument aux morts                                                               | Henri Armbruster                           | Curgies                   |                                                                                               | | À déterminer | à géolocaliser                   | Monument aux morts |
| La Défense du drapeau (d) (monument aux morts de 1870-1871)                      | À déterminer                               | Cysoing                   | À déterminer                                                                                  | | À déterminer | à géolocaliser                   | La Défense du drapeau (d) (monument aux morts de 1870-1871) |
| Monument aux morts de 1914-1918                                                  | Albert Roze                                | Cysoing                   | Dans le cimetière, rue Salvator Allende                                                       | | À déterminer | à géolocaliser                   | Monument aux morts de 1914-1918 |
| La Victoire en chantant (monument aux morts)                                     | Copie d'après Charles Édouard Richefeu     | Dechy                     | À déterminer                                                                                  | | 1922         | à géolocaliser                   | Image manquante |
| La Défense du drapeau (d) (monument aux morts de 1870-1871)                      | À déterminer                               | Denain                    | Dans le cimetière                                                                             | | À déterminer | à géolocaliser                   | La Défense du drapeau (d) (monument aux morts de 1870-1871) |
| Monument aux morts de 1914-1918                                                  | À déterminer                               | Denain                    | Sur la place Tolstoï                                                                          | | À déterminer | à géolocaliser                   | Monument aux morts de 1914-1918 |
| Monument aux morts                                                               | Adolphe Masselot                           | Deûlémont                 | Au chevet de l'église Saint-Symphorien, place Louis Caro                                      | | À déterminer | à géolocaliser                   | Monument aux morts |
| Monument aux enfants de Dunkerque (monument aux morts de 1870-1871)              | Léopold Morice                             | Dunkerque                 | Sur la place de la République                                                                 | | 1906         | à géolocaliser                   | Monument aux enfants de Dunkerque (monument aux morts de 1870-1871) |
| Monument aux morts                                                               | À déterminer                               | Dunkerque                 | Sur la place de l'Abbé Bonpain                                                                | | À déterminer | à géolocaliser                   | Monument aux morts |
| Monument aux morts                                                               | À déterminer                               | Dunkerque                 | À déterminer                                                                                  | | À déterminer | à géolocaliser                   | Monument aux morts |
| Monument aux morts                                                               | À déterminer                               | Dunkerque                 | À déterminer                                                                                  | Représente Jeanne d'Arc.                                                                                         | À déterminer | à géolocaliser                   | Monument aux morts |
| Poilu au repos (monument aux morts)                                              | Copie d'après Étienne Camus                | Élincourt                 | Rue du soleil d'or                                                                            | | 1921         | à géolocaliser                   | Poilu au repos (monument aux morts)« Poilu au repos – Monument aux morts 14-18 à Élincourt », sur e-monumen |
| Monument aux morts d'Englefontaine et de Raucourt                                | À déterminer                               | Englefontaine             | Dans l'église Saint-Georges                                                                   | | À déterminer | à géolocaliser                   | Monument aux morts d'Englefontaine et de Raucourt |
| Monument aux victimes civiles de 1914-1918 d'Englefontaine et de Raucourt        | À déterminer                               | Englefontaine             | Dans l'église Saint-Georges                                                                   | | À déterminer | à géolocaliser                   | Monument aux victimes civiles de 1914-1918 d'Englefontaine et de Raucourt |
| Monument aux morts                                                               | À déterminer                               | Englefontaine             | À déterminer                                                                                  | | À déterminer | à géolocaliser                   | Monument aux morts |
| Monument aux morts                                                               | À déterminer                               | Englos                    | Rue du Vinage                                                                                 | | À déterminer | à géolocaliser                   | Monument aux morts |
| Monument aux morts                                                               | À déterminer                               | Ennetières-en-Weppes      | Sur la parvis de l'église Saint-Martin                                                        | | À déterminer | à géolocaliser                   | Monument aux morts |
| Poilu au repos (monument aux morts)                                              | Copie d'après Étienne Camus                | Ennevelin                 | À côté de l'église                                                                            | | À déterminer | à géolocaliser                   | Poilu au repos (monument aux morts) |
| Monument aux morts                                                               | À déterminer                               | Erquinghem-le-Sec         | Sur la place de l'Église                                                                      | | À déterminer | à géolocaliser                   | Monument aux morts |
| Monument aux morts                                                               | À déterminer                               | Erquinghem-Lys            | Sur la place du Général de Gaulle                                                             | | À déterminer | à géolocaliser                   | Monument aux morts |
| La Victoire en chantant (monument aux morts)                                     | Copie d'après Charles Édouard Richefeu     | Escaudœuvres              | Rue Jean Jaurès (RD 630)                                                                      | | 1922         | à géolocaliser                   | Image manquante |
| Monument aux morts                                                               | À déterminer                               | Escobecques               | Rue de l'Église                                                                               | | À déterminer | à géolocaliser                   | Monument aux morts |
| Le Poilu victorieux (monument aux morts)                                         | Copie d'après Eugène Bénet                 | Esnes                     | À déterminer                                                                                  | | À déterminer | à géolocaliser                   | Le Poilu victorieux (monument aux morts) |
| Monument aux morts de 1914-1918                                                  | À déterminer                               | Esquerchin                | Dans l'église Notre-Dame-de-Grâce                                                             | | À déterminer | à géolocaliser                   | Monument aux morts de 1914-1918 |
| Monument aux morts                                                               | Henri-Émile Rogerol                        | Esquerchin                | À côté de l'église Notre-Dame-de-Grâce                                                        | | À déterminer | à géolocaliser                   | Image manquante |
| Monument aux morts                                                               | Henri Soubricas                            | Estaires                  | À déterminer                                                                                  | | À déterminer | à géolocaliser                   | Monument aux morts |
| Monument aux morts                                                               | À déterminer                               | Estrées                   | À déterminer                                                                                  | | À déterminer | à géolocaliser                   | Monument aux morts |
| Monument aux morts                                                               | À déterminer                               | Estreux                   | Sur le parvis de l'église Saint-Martin                                                        | | À déterminer | à géolocaliser                   | Monument aux morts |
| Monument aux morts                                                               | À déterminer                               | Faches-Thumesnil          | Dans le cimetière                                                                             | | À déterminer | à géolocaliser                   | Monument aux morts |
| Monument aux morts                                                               | À déterminer                               | Famars                    | À déterminer                                                                                  | | À déterminer | à géolocaliser                   | Monument aux morts |
| Poilu au repos (monument aux morts)                                              | Copie d'après Étienne Camus                | Faumont                   | À côté de l'église, devant le cimetière                                                       | | À déterminer | à géolocaliser                   | Poilu au repos (monument aux morts) |
| Monument aux soldats morts dans les bombardements du 7 septembre 1914            | À déterminer                               | Feignies                  | À côté du musée du Fort de Leveau                                                             | | À déterminer | à géolocaliser                   | Monument aux soldats morts dans les bombardements du 7 septembre 1914 |
| Monument aux soldats morts dans les bombardements du 7 septembre 1914            | À déterminer                               | Feignies                  | À côté du musée du Fort de Leveau                                                             | | 1998         | à géolocaliser                   | Monument aux soldats morts dans les bombardements du 7 septembre 1914 |
| Monument aux morts                                                               | À déterminer                               | Feignies                  | À déterminer                                                                                  | | À déterminer | à géolocaliser                   | Monument aux morts |
| Monument aux morts de 1914-1918                                                  | À déterminer                               | Féron                     | Dans l'église Saint-Martin                                                                    | | À déterminer | à géolocaliser                   | Monument aux morts de 1914-1918 |
| Monument aux morts                                                               | À déterminer                               | Féron                     | À déterminer                                                                                  | | À déterminer | à géolocaliser                   | Monument aux morts |
| Monument aux morts                                                               | À déterminer                               | Ferrière-la-Grande        | À déterminer                                                                                  | | À déterminer | à géolocaliser                   | Monument aux morts |
| Armistice (monument aux morts)                                                   | Copie d'après Jules Déchin                 | Flines-lez-Raches         | À déterminer                                                                                  | Également appelé Poilu Armistice ou Armistice 11 novembre 1918.                                                  | À déterminer | à géolocaliser                   | Armistice (monument aux morts) |
| Monument aux morts                                                               | À déterminer                               | Floyon                    | À déterminer                                                                                  | | À déterminer | à géolocaliser                   | Monument aux morts |
| Monument aux morts                                                               | À déterminer                               | Fontaine-Notre-Dame       | À déterminer                                                                                  | | À déterminer | à géolocaliser                   | Monument aux morts |
| Monument aux morts                                                               | À déterminer                               | Forest-en-Cambrésis       | À déterminer                                                                                  | | À déterminer | à géolocaliser                   | Monument aux morts |
| Monument aux morts de 1914-1918                                                  | À déterminer                               | Forest-sur-Marque         | Dans l'église Saint-Jean-Baptiste                                                             | | À déterminer | à géolocaliser                   | Monument aux morts de 1914-1918 |
| Monument aux morts                                                               | À déterminer                               | Forest-sur-Marque         | Dans le cimetière                                                                             | | À déterminer | à géolocaliser                   | Monument aux morts |
| Monument aux morts                                                               | À déterminer                               | Fournes-en-Weppes         | À déterminer                                                                                  | | À déterminer | à géolocaliser                   | Monument aux morts |
| Monument aux morts                                                               | À déterminer                               | Frasnoy                   | À déterminer                                                                                  | | À déterminer | à géolocaliser                   | Monument aux morts |
| On ne passe pas (d) (monument aux morts)                                         | Copie d'après Louis Maubert                | Frelinghien               | Au chevet de l'église Saint-Amand                                                             | | À déterminer | à géolocaliser                   | On ne passe pas (d) (monument aux morts) |
| Le Poilu victorieux (monument aux morts)                                         | Copie d'après Eugène Bénet                 | Fresnes-sur-Escaut        | À déterminer                                                                                  | | À déterminer | à géolocaliser                   | Image manquante |
| La Victoire en chantant (monument aux morts)                                     | Copie d'après Charles Édouard Richefeu     | Fressain                  | Près de l'église Saint-Georges                                                                | | À déterminer | à géolocaliser                   | La Victoire en chantant (monument aux morts) |
| Monument aux morts                                                               | À déterminer                               | Fressies                  | À déterminer                                                                                  | | À déterminer | à géolocaliser                   | Monument aux morts |
| Monument aux morts                                                               | À déterminer                               | Fretin                    | À déterminer                                                                                  | | À déterminer | à géolocaliser                   | Monument aux morts |
| Poilu au repos (monument aux morts)                                              | Copie d'après Étienne Camus                | Gœulzin                   | À déterminer                                                                                  | | À déterminer | à géolocaliser                   | Poilu au repos (monument aux morts) |
| Monument aux morts de 1870-1871                                                  | À déterminer                               | Gommegnies                | À déterminer                                                                                  | | À déterminer | à géolocaliser                   | Monument aux morts de 1870-1871 |
| Monument aux morts                                                               | À déterminer                               | Gonnelieu                 | À déterminer                                                                                  | | À déterminer | à géolocaliser                   | Monument aux morts |
| Poilu au repos (monument aux morts)                                              | Copie d'après Étienne Camus                | Grand-Fayt                | À côté de l'église Saint-Pierre-des-Liens                                                     | | 1922         | à géolocaliser                   | Poilu au repos (monument aux morts) |
| Monument aux morts                                                               | À déterminer                               | Grande-Synthe             | Dans le cimetière                                                                             | | À déterminer | à géolocaliser                   | Monument aux morts |
| Monument aux morts                                                               | À déterminer                               | Gravelines                | Sur la place Albert Denvers                                                                   | | 1922         | à géolocaliser                   | Monument aux morts« Monument aux morts de 1914-1918 à Gravelines », sur À nos grands hommes |
| Monument aux morts                                                               | À déterminer                               | Gruson                    | À déterminer                                                                                  | | À déterminer | à géolocaliser                   | Monument aux morts |
| Monument aux morts                                                               | À déterminer                               | Gussignies                | À côté de l'église Saint-Médard                                                               | | À déterminer | à géolocaliser                   | Monument aux morts |
| Monument aux morts                                                               | Henri Soubricas                            | Halluin                   | À déterminer                                                                                  | | À déterminer | à géolocaliser                   | Monument aux morts |
| Monument aux morts                                                               | À déterminer                               | Hantay                    | À déterminer                                                                                  | | À déterminer | à géolocaliser                   | Monument aux morts |
| Monument aux morts                                                               | À déterminer                               | Hargnies                  | À côté de l'église Saint-Pierre                                                               | | À déterminer | à géolocaliser                   | Monument aux morts |
| Monument aux morts                                                               | À déterminer                               | Hasnon                    | À déterminer                                                                                  | | À déterminer | à géolocaliser                   | Monument aux morts |
| Monument aux résistans morts                                                     | À déterminer                               | Hasnon                    | À déterminer                                                                                  | | À déterminer | à géolocaliser                   | Monument aux résistans morts |
| Monument aux morts                                                               | À déterminer                               | Haspres                   | Dans l'église Saints-Hugues-et-Achaire                                                        | | À déterminer | à géolocaliser                   | Monument aux morts |
| Monument aux morts                                                               | À déterminer                               | Haucourt-en-Cambrésis     | À déterminer                                                                                  | | À déterminer | à géolocaliser                   | Monument aux morts |
| Monument aux morts                                                               | Henri Soubricas                            | Haubourdin                | À déterminer                                                                                  | | À déterminer | à géolocaliser                   | Monument aux morts |
| Monument aux morts                                                               | À déterminer                               | Haulchin                  | À côté de l'église Notre-Dame-de-l'Assomption                                                 | | À déterminer | à géolocaliser                   | Monument aux morts |
| Monument aux morts                                                               | À déterminer                               | Haussy                    | Au chevet de l'église Saint-Pierre                                                            | | À déterminer | à géolocaliser                   | Monument aux morts |
| Monument aux morts                                                               | À déterminer                               | Hautmont                  | À déterminer                                                                                  | | À déterminer | à géolocaliser                   | Monument aux morts |
| Monument aux morts                                                               | À déterminer                               | Haveluy                   | À déterminer                                                                                  | | À déterminer | à géolocaliser                   | Monument aux morts |
| La France victorieuse et pacifique (monument aux morts)                          | Félix-Alexandre Desruelles                 | Hazebrouck                | Rue de l'Église, à l'entrée du jardin public                                                  | | 1925         | à géolocaliser                   | Image manquante |
| Monument aux morts de 1914-1918                                                  | À déterminer                               | Hecq                      | Dans l'église Saint-Saulve                                                                    | | À déterminer | à géolocaliser                   | Monument aux morts de 1914-1918 |
| Monument aux morts                                                               | À déterminer                               | Hecq                      | À déterminer                                                                                  | | À déterminer | à géolocaliser                   | Monument aux morts |
| Monument aux morts                                                               | À déterminer                               | Hélesmes                  | À déterminer                                                                                  | | À déterminer | à géolocaliser                   | Monument aux morts |
| Monument aux morts                                                               | À déterminer                               | Herlies                   | À côté de l'église Saint-Amé                                                                  | | À déterminer | à géolocaliser                   | Monument aux morts |
| Monument aux morts                                                               | À déterminer                               | Honnechy                  | À déterminer                                                                                  | | À déterminer | à géolocaliser                   | Monument aux morts |
| Monument aux morts                                                               | À déterminer                               | Hordain                   | À déterminer                                                                                  | | À déterminer | à géolocaliser                   | Monument aux morts |
| Monument aux morts                                                               | À déterminer                               | Houdain-lez-Bavay         | À déterminer                                                                                  | | À déterminer | à géolocaliser                   | Monument aux morts |
| Monument aux morts                                                               | À déterminer                               | Houplin-Ancoisne          | Sur la place du 8 mai 1945, à côté de la mairie                                               | | À déterminer | à géolocaliser                   | Monument aux morts |
| Monument aux morts                                                               | À déterminer                               | Houtkerque                | À déterminer                                                                                  | | À déterminer | à géolocaliser                   | Monument aux morts |
| Monument aux morts                                                               | À déterminer                               | Illies                    | À déterminer                                                                                  | | À déterminer | à géolocaliser                   | Monument aux morts |
| Le Poilu victorieux (monument aux morts)                                         | Copie d'après Eugène Bénet                 | Inchy                     | À déterminer                                                                                  | | À déterminer | à géolocaliser                   | Le Poilu victorieux (monument aux morts) |
| Monument aux morts                                                               | À déterminer                               | Iwuy                      | Dans le cimetière                                                                             | | À déterminer | à géolocaliser                   | Monument aux morts |
| La Victoire en chantant (monument aux morts)                                     | Copie d'après Charles Édouard Richefeu     | Iwuy                      | À déterminer                                                                                  | | À déterminer | à géolocaliser                   | La Victoire en chantant (monument aux morts) |
| Monument aux morts                                                               | À déterminer                               | Jenlain                   | À déterminer                                                                                  | | À déterminer | à géolocaliser                   | Monument aux morts |
| Monument aux agents de la SNCF morts                                             | À déterminer                               | Jeumont                   | Sur la façade de la gare                                                                      | | À déterminer | à géolocaliser                   | Monument aux agents de la SNCF morts |
| La Résistance (monument aux morts)                                               | Copie d'après Charles-Henri Pourquet       | Jolimetz                  | À déterminer                                                                                  | | À déterminer | à géolocaliser                   | Image manquante |
| Poilu à la grenade (monument aux morts)                                          | Henri Soubricas                            | Lambersart                | Sur la place de la Victoire (anciennement place des Tulipiers)                                | | 1921         | à géolocaliser                   | Image manquante |
| Le Poilu victorieux (monument aux morts)                                         | Copie d'après Eugène Bénet                 | Lambres-lez-Douai         | À déterminer                                                                                  | | À déterminer | à géolocaliser                   | Le Poilu victorieux (monument aux morts) |
| Monument aux morts                                                               | À déterminer                               | Lannoy                    | Sur la place de Verdun                                                                        | | À déterminer | à géolocaliser                   | Monument aux morts |
| Le Poilu victorieux (monument aux morts)                                         | Copie d'après Eugène Bénet                 | Lécluse                   | À déterminer                                                                                  | | À déterminer | à géolocaliser                   | Le Poilu victorieux (monument aux morts) |
| Monument aux morts                                                               | À déterminer                               | Ledringhem                | À déterminer                                                                                  | | À déterminer | à géolocaliser                   | Image manquante |
| Le Poilu victorieux (monument aux morts)                                         | Copie d'après Eugène Bénet                 | Lesquin                   | À déterminer                                                                                  | | À déterminer | à géolocaliser                   | Image manquante |
| Poilu au repos (monument aux morts)                                              | Copie d'après Étienne Camus                | Leval                     | Rue Marcel Ringeval, devant l'église                                                          | | 1921         | à géolocaliser                   | Poilu au repos (monument aux morts) |
| La France Victorieuse (d) (monument aux morts)                                   | Copie d'après Jules Déchin                 | Lezennes                  | À déterminer                                                                                  | | À déterminer | à géolocaliser                   | La France Victorieuse (d) (monument aux morts) |
| Monument aux morts de 1870-1871                                                  | À déterminer                               | Liessies                  | À déterminer                                                                                  | | À déterminer | à géolocaliser                   | Monument aux morts de 1870-1871 |
| Le Poilu victorieux et Poilu mourant (monument aux morts)                        | Copie d'après Eugène Bénet et Jules Déchin | Ligny-en-Cambrésis        | À déterminer                                                                                  | | À déterminer | à géolocaliser                   | Le Poilu victorieux et Poilu mourant (monument aux morts) |
| Monument aux morts                                                               | Edgar Boutry                               | Lille                     | Devant le palais Rihour                                                                       | | 1927         | à géolocaliser                   | Monument aux morts |
| Monument aux morts de 1914-1918                                                  | À déterminer                               | Lille                     | Dans le hall de la faculté de médecine de l'université catholique                             | | À déterminer | à géolocaliser                   | Monument aux morts de 1914-1918 |
| Monument aux morts                                                               | À déterminer                               | Loffre                    | À déterminer                                                                                  | | À déterminer | à géolocaliser                   | Monument aux morts |
| Monument aux morts                                                               | Edmond Delphaut (d)                        | Malo-les-Bains            | Sur la place Delta                                                                            | | À déterminer | à géolocaliser                   | Monument aux morts |
| Monument aux morts                                                               | Henri Armbruster                           | Marchiennes               | À déterminer                                                                                  | | À déterminer | à géolocaliser                   | Monument aux morts |
| Le Poilu victorieux (monument aux morts)                                         | Copie d'après Eugène Bénet                 | Marpent                   | À déterminer                                                                                  | | À déterminer | à géolocaliser                   | Le Poilu victorieux (monument aux morts) |
| Monument aux morts                                                               | À déterminer                               | Maubeuge                  | À déterminer                                                                                  | | À déterminer | à géolocaliser                   | Monument aux morts |
| Monument aux morts                                                               | Henri Soubricas                            | Merville                  | Rue du Général de Gaulle                                                                      | | 1925         | à géolocaliser                   | Monument aux morts« Monument aux morts de 1914-1918 à Merville », sur À nos grands hommes |
| Monument aux morts                                                               | À déterminer                               | Mons-en-Barœul            | Dans le square du Combattant                                                                  | | À déterminer | à géolocaliser                   | Monument aux morts |
| Monument aux morts                                                               | À déterminer                               | Nieurlet                  | À déterminer                                                                                  | | À déterminer | à géolocaliser                   | Monument aux morts |
| Monument aux morts                                                               | À déterminer                               | Nomain                    | À côté du cimetière et de l'église Saint-Martin                                               | | À déterminer | à géolocaliser                   | Monument aux morts |
| La Victoire en chantant (monument aux morts)                                     | Copie d'après Charles Édouard Richefeu     | Noyelles-lès-Seclin       | Sur la place Alexandre Gratte, en face de la mairie                                           | | 1924         | 50° 34′ 34″ nord, 3° 01′ 04″ est | Monument aux morts de Noyelles-lès-Seclin |
| Monument aux morts                                                               | À déterminer                               | Ochtezeele                | À l'entrée du cimetière                                                                       | | À déterminer | à géolocaliser                   | Monument aux morts |
| Poilu au repos (monument aux morts)                                              | Copie d'après Étienne Camus                | Odomez                    | À déterminer                                                                                  | | 1922         | à géolocaliser                   | Image manquante |
| Le Poilu victorieux et Poilu mourant (monument aux morts)                        | Copie d'après Eugène Bénet et Jules Déchin | Ohain                     | À déterminer                                                                                  | | À déterminer | à géolocaliser                   | Le Poilu victorieux et Poilu mourant (monument aux morts) |
| La Victoire en chantant (monument aux morts),                                    | Copie d'après Charles Édouard Richefeu     | Orchies                   | Rue des Combattants                                                                           | | 1922         | à géolocaliser                   | La Victoire en chantant (monument aux morts)« Monument aux morts de 1914-1918, ou La Victoire en chantant à Orchies », sur À nos grands hommes,« Monument aux morts de 14-18, ou La Victoire en chantant à Orchies », sur e-monumen |
| Poilu au repos (monument aux morts)                                              | Copie d'après Étienne Camus                | Petit-Fayt                | Au bord de la RD 232                                                                          | | 1921         | à géolocaliser                   | Poilu au repos (monument aux morts) |
| La Victoire en chantant (monument aux morts)                                     | Copie d'après Charles Édouard Richefeu     | Phalempin                 | Devant l'église                                                                               | | 1921         | à géolocaliser                   | La Victoire en chantant (monument aux morts) |
| Monument aux morts                                                               | À déterminer                               | Poix-du-Nord              | Sur la place Aimé Joveniaux                                                                   | Inscrit MH (2021).                                                                                               | À déterminer | à géolocaliser                   | Monument aux morts |
| Monument aux morts                                                               | Prosper Lecourtier                         | Pommereuil                | À déterminer                                                                                  | | À déterminer | à géolocaliser                   | Monument aux morts |
| Poilu au repos (monument aux morts)                                              | Copie d'après Étienne Camus                | Prisches                  | À déterminer                                                                                  | | À déterminer | à géolocaliser                   | Poilu au repos (monument aux morts) |
| Poilu au repos (monument aux morts)                                              | Copie d'après Étienne Camus                | Raillencourt-Sainte-Olle  | Dans le cimetière                                                                             | | À déterminer | à géolocaliser                   | Image manquante |
| La Résistance (monument aux morts)                                               | Copie d'après Charles-Henri Pourquet       | Raimbeaucourt             | À déterminer                                                                                  | | À déterminer | à géolocaliser                   | La Résistance (monument aux morts) |
| Le Poilu victorieux (monument aux morts)                                         | Copie d'après Eugène Bénet                 | Sailly-lez-Lannoy         | À déterminer                                                                                  | | À déterminer | à géolocaliser                   | Le Poilu victorieux (monument aux morts) |
| Poilu au repos (monument aux morts)                                              | Copie d'après Étienne Camus                | Saint-Aubert              | À côté de l'église                                                                            | | À déterminer | à géolocaliser                   | Image manquante |
| Poilu au repos (monument aux morts)                                              | Copie d'après Étienne Camus                | Saint-Georges-sur-l'Aa    | À côté de l'église                                                                            | | À déterminer | à géolocaliser                   | Image manquante |
| Le Poilu victorieux (monument aux morts)                                         | Copie d'après Eugène Bénet                 | Saint-Hilaire-lez-Cambrai | À déterminer                                                                                  | | À déterminer | à géolocaliser                   | Image manquante |
| Poilu au repos (monument aux morts)                                              | Copie d'après Étienne Camus                | Saint-Hilaire-sur-Helpe   | Sur la place André Coupillaud                                                                 | | 1921         | à géolocaliser                   | Poilu au repos (monument aux morts) |
| Monument aux morts                                                               | À déterminer                               | Saint-Jans-Cappel         | À déterminer                                                                                  | | À déterminer | à géolocaliser                   | Monument aux morts |
| Poilu au repos (monument aux morts)                                              | Copie d'après Étienne Camus                | Saint-Python              | Rue Victor Hugo                                                                               | | À déterminer | à géolocaliser                   | Image manquante |
| Ange de la Reconnaissance couronnant un soldat (monument aux morts de 1914-1918) | Copie d'après Charles Desvergnes           | Saint-Sylvestre-Cappel    | Dans l'église Saint-André                                                                     | | À déterminer | à géolocaliser                   | Ange de la Reconnaissance couronnant un soldat (monument aux morts de 1914-1918) |
| Monument aux morts                                                               | Maurice Deschodt                           | Saint-Sylvestre-Cappel    | À côté de la mairie                                                                           | | À déterminer | à géolocaliser                   | Monument aux morts |
| Monument aux morts                                                               | À déterminer                               | Sancourt                  | À déterminer                                                                                  | | À déterminer | à géolocaliser                   | Monument aux morts |
| Monument aux morts                                                               | À déterminer                               | Santes                    | À côté de l'église Saint-Pierre                                                               | | À déterminer | à géolocaliser                   | Monument aux morts |
| Le Poilu victorieux (monument aux morts)                                         | Copie d'après Eugène Bénet                 | Saulzoir                  | À déterminer                                                                                  | | À déterminer | à géolocaliser                   | Le Poilu victorieux (monument aux morts) |
| Monument aux morts de 1914-1918                                                  | À déterminer                               | Solre-le-Château          | Dans l'église Saint-Pierre-Saint-Paul                                                         | | À déterminer | à géolocaliser                   | Monument aux morts de 1914-1918 |
| Monument aux morts de la SNCF                                                    | À déterminer                               | Somain                    | Dans la gare                                                                                  | Commémore, entre autres, Louis Broudoux, Raymond Broudoux et Emmanuel Lerouge.                                   | À déterminer | à géolocaliser                   | Monument aux morts de la SNCF |
| Monument aux morts                                                               | À déterminer                               | Templemars                | Dans le square du Souvenir                                                                    | | À déterminer | à géolocaliser                   | Monument aux morts |
| Buste de poilu (monument aux morts)                                              | Copie d'après Eugène Bénet                 | Thiennes                  | À déterminer                                                                                  | | À déterminer | à géolocaliser                   | Image manquante |
| Le Poilu victorieux (monument aux morts)                                         | Copie d'après Eugène Bénet                 | Troisvilles               | À déterminer                                                                                  | | À déterminer | à géolocaliser                   | Image manquante |
| Victoire ailée avec couronne au-dessus de la tête (monument aux morts)           | Copie d'après Étienne Camus                | Verchain-Maugré           | À déterminer                                                                                  | | À déterminer | à géolocaliser                   | Victoire ailée avec couronne au-dessus de la tête (monument aux morts) |
| Poilu au repos (monument aux morts)                                              | Copie d'après Étienne Camus                | Vieux-Condé               | À déterminer                                                                                  | | 1922         | à géolocaliser                   | Image manquante |
| La Résistance (monument aux morts)                                               | Copie d'après Charles-Henri Pourquet       | Villers-au-Tertre         | À déterminer                                                                                  | | À déterminer | à géolocaliser                   | La Résistance (monument aux morts) |
| Monument aux morts                                                               | À déterminer                               | Villers-en-Cauchies       | À déterminer                                                                                  | | À déterminer | à géolocaliser                   | Monument aux morts |
| La Victoire en chantant (monument aux morts)                                     | Copie d'après Charles Édouard Richefeu     | Villers-Outréaux          | Sur la place de la Victoire                                                                   | | 1923         | à géolocaliser                   | La Victoire en chantant (monument aux morts)« Poilu “La Victoire en chantant” – Monument aux morts 1914-18 à Villers-Outréaux », sur e-monumen                                                                                      |
| Le Poilu victorieux (monument aux morts)                                         | Copie d'après Eugène Bénet                 | Wambrechies               | À déterminer                                                                                  | | À déterminer | à géolocaliser                   | Le Poilu victorieux (monument aux morts) |
| La Victoire en chantant (monument aux morts)                                     | Copie d'après Charles Édouard Richefeu     | Wattignies                | Dans le cimetière, au centre du carré militaire                                               | | 1922         | à géolocaliser                   | La Victoire en chantant (monument aux morts)« Monument aux morts de 1914-1918 ou La Victoire en chantant à Wattignies », sur À nos grands hommes                                                                                    |
| Monument aux morts                                                               | À déterminer                               | Wattrelos                 | Dans le cimetière du Centre, rue de Leers                                                     | | À déterminer | à géolocaliser                   | Monument aux morts |
| Monument aux morts                                                               | À déterminer                               | Wavrechain-sous-Denain    | À déterminer                                                                                  | | À déterminer | à géolocaliser                   | Monument aux morts |
| Ange de la Reconnaissance couronnant un soldat (monument aux morts de 1914-1918) | Copie d'après Charles Desvergnes           | Wignehies                 | Dans l'église Saint-Étienne                                                                   | | À déterminer | à géolocaliser                   | Ange de la Reconnaissance couronnant un soldat (monument aux morts de 1914-1918) |
| Monument aux morts                                                               | Meurant                                    | Wignehies                 | Devant la mairie                                                                              | | À déterminer | à géolocaliser                   | Monument aux morts |
| Monument aux morts                                                               | À déterminer                               | Wylder                    | À déterminer                                                                                  | | À déterminer | à géolocaliser                   | Monument aux morts |
| Buste de poilu (monument aux morts)                                              | Copie d'après Eugène Bénet                 | Zermezeele                | À déterminer                                                                                  | | À déterminer | à géolocaliser                   | Image manquante |

## Monuments disparus ou retirés
| Œuvre              | Auteur          | Commune  | Localisation          | Notes                                        | Installation | Coordonnées    | Illustration    |
| ------------------ | --------------- | -------- | --------------------- | -------------------------------------------- | ------------ | -------------- | --------------- |
| Monument aux morts | Aristide Croisy | Merville | Dans le jardin public | Détruit pendant la Première Guerre mondiale. | À déterminer | à géolocaliser | Image manquante |